# North American FJ-1 Fury
Il North American FJ-1 Fury fu un aviogetto realizzato dalla statunitense North American Aviation nella seconda metà degli anni quaranta.
Identificato con la sigla di fabbrica NA-141 e caratterizzato dall'ala dritta, fu il primo aviogetto ad entrare in servizio operativo con la United States Navy: venne impiegato come caccia imbarcato tra il 1948 ed il 1949; prima variante di serie del North American FJ Fury, venne successivamente sviluppato nelle versioni FJ-2/-3 ed FJ-4 e nella variante basata a terra che prese il nome di North American F-86 Sabre.

## Storia del progetto
Il progetto del Fury era nato (unitamente a quelli del Phantom, del Banshee e del Pirate) su richiesta dell'US Navy in previsione dell'Operazione Downfall, pianificata per il maggio del 1946. La conclusione della seconda guerra mondiale non impedì agli stessi velivoli di costituire la prima generazione di aviogetti imbarcati impiegati dall'US Navy negli anni immediatamente successivi.
Il progetto si presentava con una configurazione piuttosto convenzionale per l'epoca e faceva ampio ricorso alla tecnologia impiegata nella realizzazione del P-51 Mustang, in particolare nella progettazione dell'ala. Sviluppato intorno al turbogetto a flusso assiale General Electric TG-180 (in seguito commercializzato con il nome di Allison J35), il velivolo era caratterizzato dall'abitacolo con cappottina a goccia e freni aerodinamici a scomparsa nelle superfici alari (superiore ed inferiore) attuati ad aria compressa.

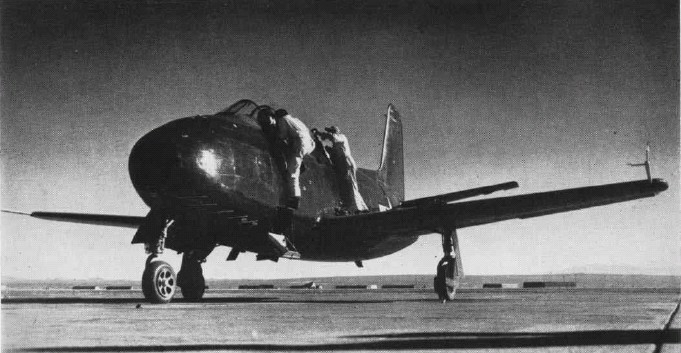
Lavori sul prototipo XFJ-1.

Lo stesso progetto venne presentato anche all'United States Air Force che ne ordinò tre prototipi in versione "terrestre", denominando il velivolo XP-86; la successiva disponibilità degli studi tedeschi sulle caratteristiche aerodinamiche dell'ala a freccia condusse la North American a rivedere completamente la conformazione della velatura dell'XP-86 realizzando un'ala dotata di freccia a 35°.
La US Navy, dal canto suo, era vincolata dalla necessità di contenere le velocità di appontaggio dei velivoli e optò per il mantenimento della configurazione ad ala dritta procedendo con l'ordine di tre prototipi (denominati XJF-1, sigla di fabbrica NA-134) nella versione originaria.
Nel corso del 1945 (il 1º gennaio secondo alcune fonti, nel mese di maggio secondo altri) la US Navy ordinò 100 esemplari del Fury. Le fonti risultano controverse anche sulla data del primo volo che oscilla tra l'11 settembre ed il 27 novembre del 1946.
Le prestazioni del primo Fury furono ben presto superate da quelle dei progetti di concezione più recente e l'ordine da parte della Marina venne ridotto a 30 unità che furono consegnate tra l'ottobre del 1947 e l'aprile del 1948.

## Tecnica

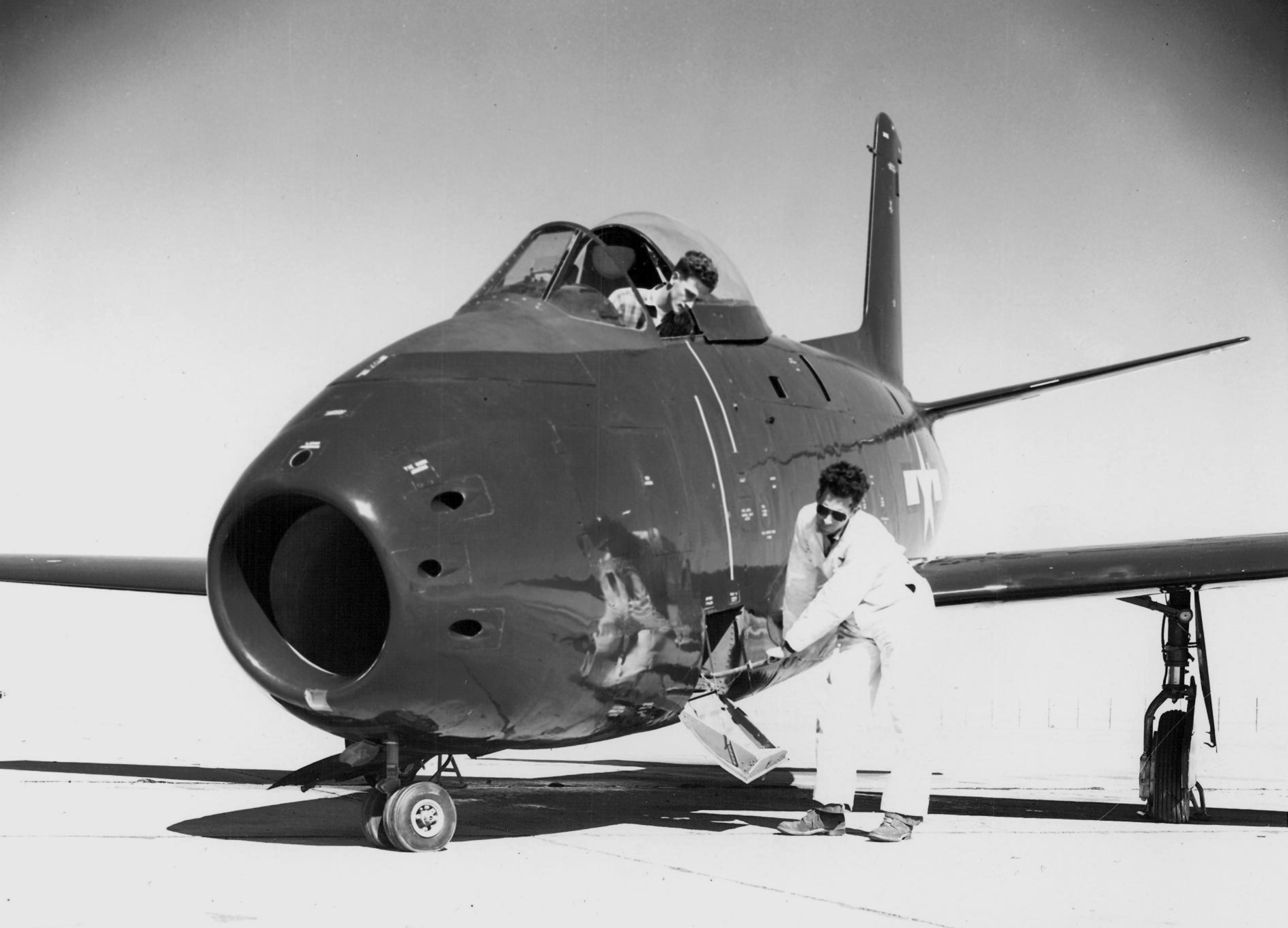
Un Fury durante l'operazione di abbassamento del carrello anteriore.

La prima versione del Fury si presentava come un tozzo monoplano ad ala dritta; questa era posizionata nella parte inferiore della fusoliera di sezione ovale ed alle due estremità alloggiava serbatoi di combustibile di forma ogivale. La parte frontale della fusoliera ospitava la presa d'aria per il turbogetto, il cui ugello di scarico era sistemato all'estremità opposta, posteriormente agli impennaggi. Caratteristica del velivolo erano i piani orizzontali con angolo diedro positivo che si estendevano posteriormente alla deriva.
Nella parte anteriore della fusoliera era disposto l'abitacolo, piazzato in posizione sopraelevata e sovrastato da una cappottina a goccia completamente vetrata al fine di agevolare la visibilità del pilota. Lungo la fusoliera, diversamente da quanto avvenuto nei prototipi, erano disposti freni aerodinamici, nella più convenzionale configurazione "a porta di granaio".
Il carrello d'atterraggio era di tipo triciclo anteriore i cui elementi posteriori (monoruota) si ritraevano di piatto, verso l'interno, nello spessore alare; l'elemento anteriore (a doppia ruota) era dotato di un movimento manuale che ne consentiva l'abbassamento, fino a portare il muso del velivolo ad "inginocchiarsi" fino a sfiorare il suolo allo scopo di agevolare lo stivaggio negli hangar delle portaerei (le ali, al contrario, non erano ripiegabili).
Il motore installato sul Fury era il turbogetto Allison J35, inizialmente realizzato dalla General Electric con l'identificativo di TG-180. Si trattava di un turbogetto a flusso assiale, capace di sviluppare una forza pari a 17,8 kN, con il quale fu equipaggiato anche il caccia Republic F-84 Thunderjet.
Il Fury venne equipaggiato con sei mitragliatrici Browning M2 calibro .50 BMG, disposte all'estrema prua del velivolo, ai lati della presa d'aria del motore.

## Impiego operativo

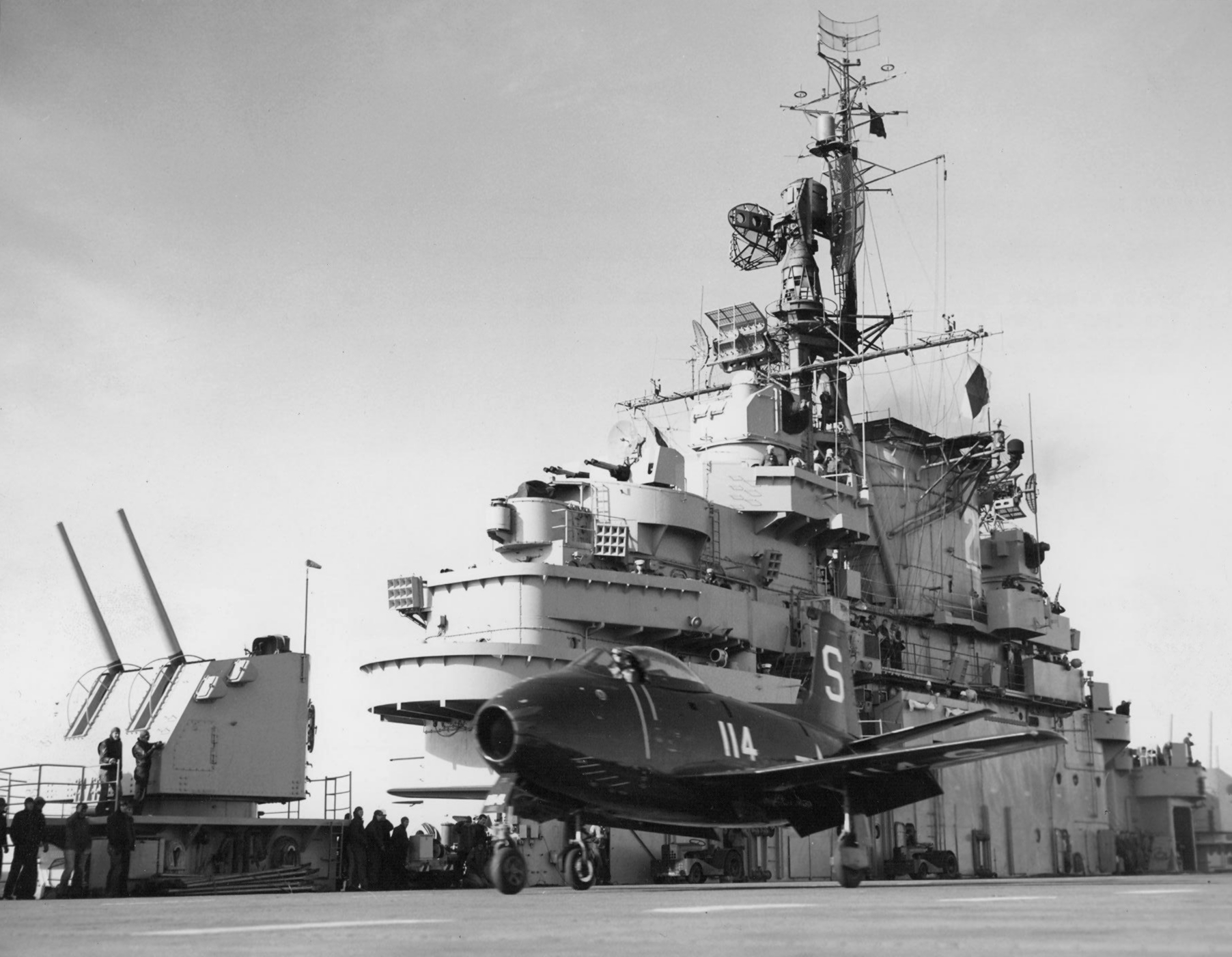
Un FJ-1 con le insegne del Fighter Squadron VF-5A, sul ponte della ; si noti l'assenza dei serbatoi alle estremità alari.

L'unico reparto dell'US Navy a schierare l'FJ-1 Fury fu il Fighter Squadron VF-5A (i cui velivoli portavano il nomignolo di Screaming Eagle, Aquile Urlanti) che, dall'ottobre del 1947, fu il primo reparto della Marina ad impiegare aviogetti. Il VF-5A era basato presso la Naval Air Station North Island (situata nei pressi di San Diego, in California) ed effettuò il primo appontaggio a bordo di una portaerei (nello specifico la USS Boxer) in un giorno di marzo del 1948 (il 10 oppure il 16, a seconda delle fonti reperite).
Nel settembre del 1948, subito dopo essere stato ridenominato con la sigla VF-51, il reparto si aggiudicò il Bendix Trophy ma l'anno seguente i Fury vennero sostituiti dai più recenti Grumman F9F Panther e destinati ai reparti della riserva, presso i quali rimasero in servizio fino al 1953 nel ruolo di addestratori per la transizione dei piloti sugli aviogetti.

## Versioni
I dati sulle versioni sono tratti da "US Warplanes.net", tranne dove diversamente indicato.
- XFJ-1: tre prototipi, recanti identificativo di fabbrica NA-134, dotati di turbogetto General Electric TG-180 che in un secondo momento avrebbe acquisito la denominazione di Allison J35[3];
- FJ-1: serie di trenta velivoli, con sigla interna NA-141 ed ala dritta, realizzati a partire dal 1946[3].

## Utilizzatori
Stati Uniti
- United States Navy